# Křečovice 1.díl
Křečovice 1.díl jsou díl vesnice Křečovice, část obce Žernov v okrese Semily. Nachází se asi 1,5 kilometru jihovýchodně na jihovýchod od Žernova.
Křečovice 1.díl leží v katastrálním území Žernov.

## Historie
První písemná zmínka o vesnici pochází z roku 1654.

## Fotogalerie

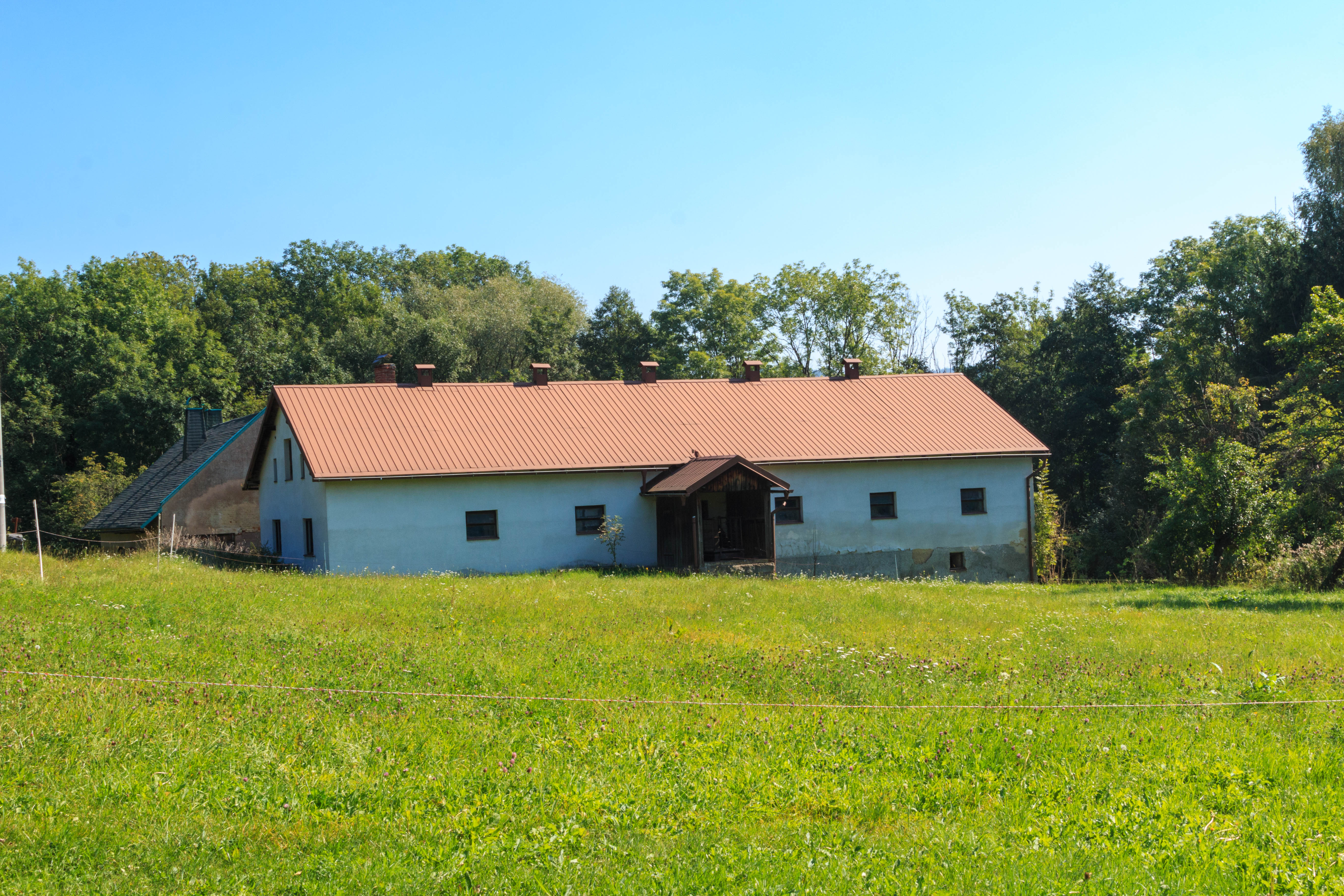
Dům čp. 4
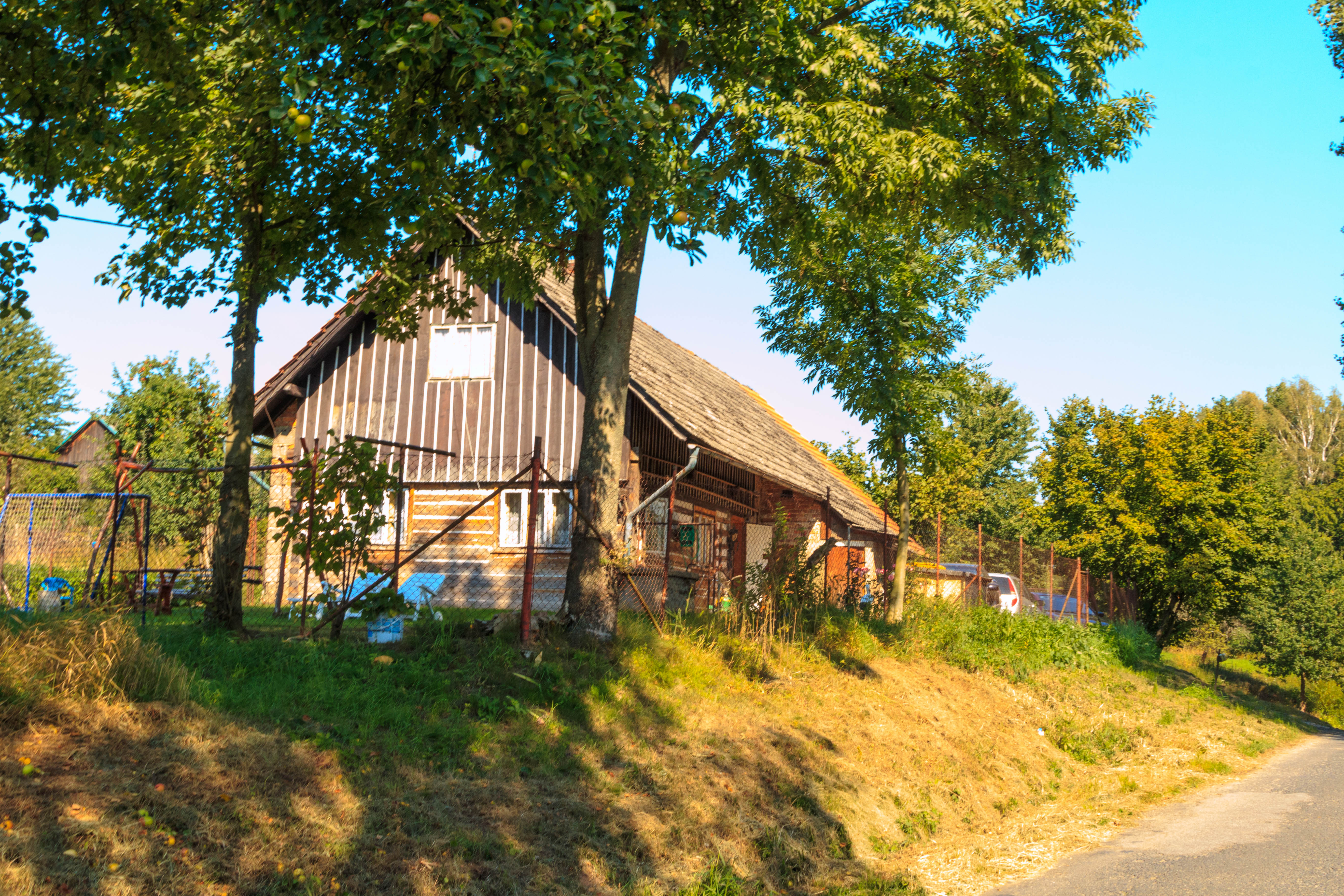
Dům čp. 13
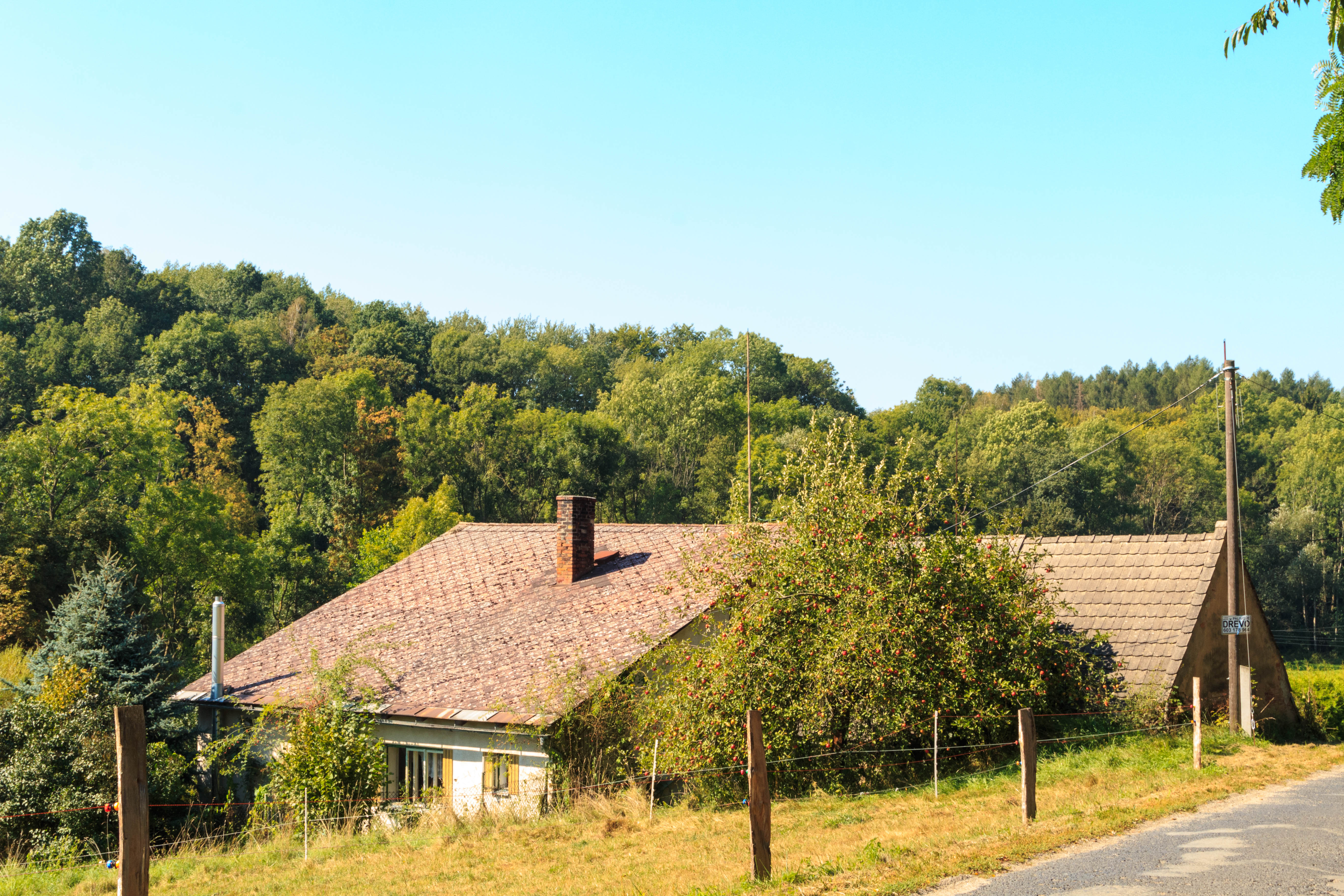
Dům čp. 3
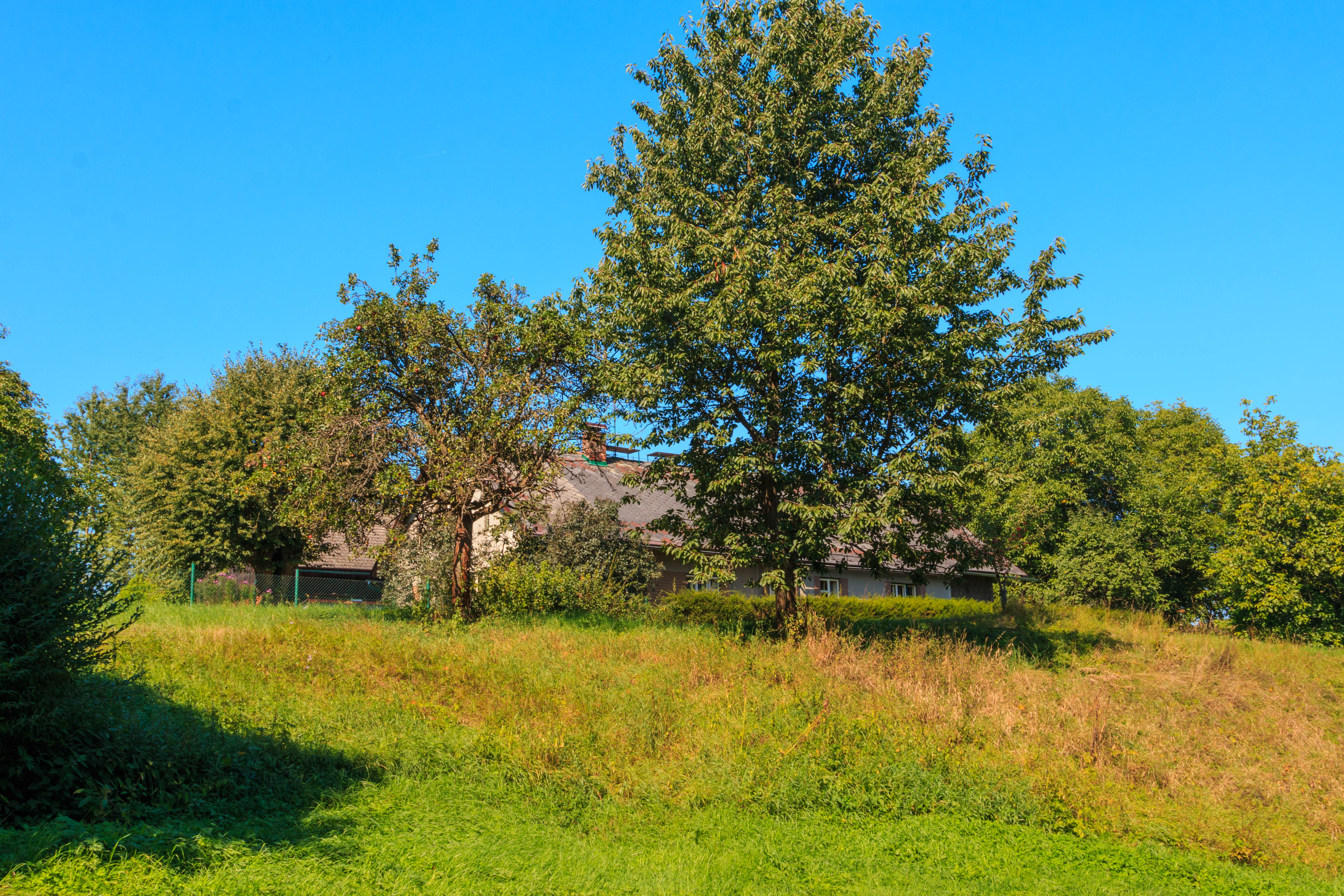
Dům čp. 1